# Aganocrossus albertisi
Aganocrossus albertisi är en skalbaggsart som beskrevs av Edgar von Harold 1877. Aganocrossus albertisi ingår i släktet Aganocrossus och familjen Aphodiidae. Inga underarter finns listade i Catalogue of Life.